# Liste der Bodendenkmäler in Mamming
Auf dieser Seite sind die Bodendenkmäler in der niederbayerischen Gemeinde Mamming zusammengestellt. Diese Tabelle ist eine Teilliste der Liste der Bodendenkmäler in Bayern. Grundlage ist die Bayerische Denkmalliste, die auf Basis des Bayerischen Denkmalschutzgesetzes vom 1. Oktober 1973 erstmals erstellt wurde und seither durch das Bayerische Landesamt für Denkmalpflege geführt wird. Die folgenden Angaben ersetzen nicht die rechtsverbindliche Auskunft der Denkmalschutzbehörde.

## Bodendenkmäler der Gemeinde Mamming

### Bodendenkmäler in der Gemarkung Bubach
| Lage              | Objekt | Akten-Nr.     | Bild |
| ----------------- | --- | ------------- | ---- |
| Bubach (Standort) | Verebnete Viereckschanze der späten Latènezeit. | D-2-7341-0067 |      |
| Bubach (Standort) | Siedlung vor- und frühgeschichtlicher bzw. mittelalterlicher Zeitstellung. | D-2-7341-0068 |      |
| Bubach (Standort) | Siedlung vor- und frühgeschichtlicher Zeitstellung. | D-2-7341-0069 |      |
| Bubach (Standort) | Siedlung des Neolithikums. | D-2-7341-0070 |      |
| Bubach (Standort) | Grabhügel vorgeschichtlicher Zeitstellung. | D-2-7341-0083 |      |
| Bubach (Standort) | Siedlung vor- und frühgeschichtlicher Zeitstellung. | D-2-7341-0085 |      |
| Bubach (Standort) | Siedlung vor- und frühgeschichtlicher Zeitstellung bzw. verebnete vorgeschichtliche Grabhügel. | D-2-7341-0086 |      |
| Bubach (Standort) | Siedlung des Neolithikums, unter anderem der Münchshöfener Gruppe, sowie der Metallzeiten, unter anderem der Bronzezeit und Hallstattzeit. | D-2-7341-0087 |      |
| Bubach (Standort) | Siedlung vorgeschichtlicher und mittelalterlicher Zeitstellung. | D-2-7341-0088 |      |
| Bubach (Standort) | Siedlung vor- und frühgeschichtlicher Zeitstellung. | D-2-7341-0089 |      |
| Bubach (Standort) | Siedlung vor- und frühgeschichtlicher Zeitstellung. | D-2-7341-0090 |      |
| Bubach (Standort) | Siedlung vorgeschichtlicher Zeitstellung. | D-2-7341-0150 |      |
| Bubach (Standort) | Siedlung des Neolithikums. | D-2-7341-0151 |      |
| Bubach (Standort) | Siedlung vorgeschichtlicher Zeitstellung. | D-2-7341-0154 |      |
| Bubach (Standort) | Siedlung vor- und frühgeschichtlicher Zeitstellung, unter anderem des Neolithikums. | D-2-7341-0155 |      |
| Bubach (Standort) | Siedlung der Urnenfelderzeit. | D-2-7341-0157 |      |
| Bubach (Standort) | Verebnete Grabhügel vorgeschichtlicher Zeitstellung, unter anderem der mittleren Bronzezeit. | D-2-7341-0220 |      |
| Bubach (Standort) | Siedlung der frühen Bronzezeit und der späten Bronzezeit bzw. Urnenfelderzeit. | D-2-7341-0221 |      |
| Bubach (Standort) | Siedlung vorgeschichtlicher Zeitstellung, wohl der Hallstattzeit. | D-2-7341-0222 |      |
| Bubach (Standort) | Siedlung metallzeitlicher Zeitstellung. | D-2-7341-0223 |      |
| Bubach (Standort) | Siedlung vor- und frühgeschichtlicher Zeitstellung bzw. verebnete vorgeschichtliche Grabhügel. | D-2-7341-0224 |      |
| Bubach (Standort) | Siedlung vor- und frühgeschichtlicher Zeitstellung und verebnete vorgeschichtliche Grabhügel. | D-2-7341-0225 |      |
| Bubach (Standort) | Siedlung vor- und frühgeschichtlicher Zeitstellung. | D-2-7341-0226 |      |
| Bubach (Standort) | Siedlung vor- und frühgeschichtlicher Zeitstellung. | D-2-7341-0228 |      |
| Bubach (Standort) | Siedlung vor- und frühgeschichtlicher Zeitstellung. | D-2-7341-0229 |      |
| Bubach (Standort) | Siedlung vor- und frühgeschichtlicher Zeitstellung. | D-2-7341-0230 |      |
| Bubach (Standort) | Siedlung vor- und frühgeschichtlicher Zeitstellung. | D-2-7341-0231 |      |
| Bubach (Standort) | Verebnetes Grabenwerk und Siedlung vor- und frühgeschichtlicher Zeitstellung. | D-2-7341-0232 |      |
| Bubach (Standort) | Siedlung vorgeschichtlicher und frühmittelalterlicher Zeitstellung. | D-2-7341-0233 |      |
| Bubach (Standort) | Verebneter Grabhügel vorgeschichtlicher Zeitstellung. | D-2-7341-0234 |      |
| Bubach (Standort) | Siedlung und verebnetes Grabenwerk vor- und frühgeschichtlicher Zeitstellung. | D-2-7341-0340 |      |
| Bubach (Standort) | Siedlung des Neolithikums und der Latènezeit. | D-2-7341-0375 |      |
| Bubach (Standort) | Siedlung der Münchshöfener Gruppe. | D-2-7341-0376 |      |
| Bubach (Standort) | Untertägige Befunde des Mittelalters und der frühen Neuzeit im Bereich der Katholischen Kirche St. Petrus mit zugehörigem historischen Friedhof in Bubach, darunter die Spuren von Vorgängerbauten bzw. älteren Bauphasen. Siehe auch: St. Petrus (Bubach) | D-2-7341-0379 |      |
| Bubach (Standort) | Untertägige Befunde des Mittelalters und der frühen Neuzeit im Bereich der Katholischen Kirche St. Maria Magdalena in Graflkofen, darunter die Spuren von Vorgängerbauten bzw. älteren Bauphasen. Siehe auch: St. Maria Magdalena (Graflkofen)             | D-2-7341-0382 |      |
| Bubach (Standort) | Untertägige Befunde des Mittelalters und der frühen Neuzeit im Bereich der Hofwüstung Kuttenkofen. | D-2-7341-0384 |      |

### Bodendenkmäler in der Gemarkung Mamming
| Lage               | Objekt | Akten-Nr.     | Bild |
| ------------------ | --- | ------------- | ---- |
| Mamming (Standort) | Siedlung vor- und frühgeschichtlicher Zeitstellung. | D-2-7341-0026 |      |
| Mamming (Standort) | Siedlung vor- und frühgeschichtlicher Zeitstellung. | D-2-7341-0027 |      |
| Mamming (Standort) | Siedlung vor- und frühgeschichtlicher Zeitstellung. | D-2-7341-0028 |      |
| Mamming (Standort) | Siedlung vor- und frühgeschichtlicher Zeitstellung. | D-2-7341-0030 |      |
| Mamming (Standort) | Siedlung vor- und frühgeschichtlicher Zeitstellung. | D-2-7341-0031 |      |
| Mamming (Standort) | Verebneter Burgstall des Mittelalters. Siehe auch: Burgstall Rosenau | D-2-7341-0032 |      |
| Mamming (Standort) | Siedlung vor- und frühgeschichtlicher Zeitstellung. | D-2-7341-0035 |      |
| Mamming (Standort) | Burgstall des Mittelalters mit zugehörigem Vorburgareal. Siehe auch: Burgstall Seemannskirchen | D-2-7341-0057 |      |
| Mamming (Standort) | Siedlung vor- und frühgeschichtlicher Zeitstellung. | D-2-7341-0058 |      |
| Mamming (Standort) | Siedlung vor- und frühgeschichtlicher Zeitstellung. | D-2-7341-0059 |      |
| Mamming (Standort) | Siedlung vor- und frühgeschichtlicher Zeitstellung. | D-2-7341-0061 |      |
| Mamming (Standort) | Siedlung des Neolithikums und der Latènezeit. | D-2-7341-0062 |      |
| Mamming (Standort) | Siedlung vor- und frühgeschichtlicher Zeitstellung. | D-2-7341-0063 |      |
| Mamming (Standort) | Siedlung vor- und frühgeschichtlicher Zeitstellung. | D-2-7341-0064 |      |
| Mamming (Standort) | Burgstall des Mittelalters. Siehe auch: Burgstall Heilberskofen | D-2-7341-0065 |      |
| Mamming (Standort) | Siedlung vor- und frühgeschichtlicher Zeitstellung bzw. frühneuzeitliche Schanze. | D-2-7341-0066 |      |
| Mamming (Standort) | Siedlung der Gruppe Oberlauterbach, der Münchshöfener Gruppe, der Urnenfelder-, Hallstatt- und Latènezeit. | D-2-7341-0071 |      |
| Mamming (Standort) | Siedlung der Münchshöfener Gruppe und der Latènezeit. | D-2-7341-0072 |      |
| Mamming (Standort) | Viereckschanze der späten Latènezeit. | D-2-7341-0073 |      |
| Mamming (Standort) | Frühmittelalterliches Reihengräberfeld und Siedlung vor- und frühgeschichtlicher Zeitstellung. | D-2-7341-0075 |      |
| Mamming (Standort) | Verebnete Grabhügel vorgeschichtlicher Zeitstellung, unter anderem der mittleren Bronzezeit. Siedlung der Linearbandkeramik und der mittleren Bronzezeit. | D-2-7341-0076 |      |
| Mamming (Standort) | Siedlung des Neolithikums, der Bronzezeit und der Urnenfelderzeit. | D-2-7341-0078 |      |
| Mamming (Standort) | Siedlung vor- und frühgeschichtlicher Zeitstellung. | D-2-7341-0079 |      |
| Mamming (Standort) | Schanze frühneuzeitlicher Zeitstellung. | D-2-7341-0080 |      |
| Mamming (Standort) | Grabhügel vorgeschichtlicher Zeitstellung, unter anderem der mittleren Bronzezeit. | D-2-7341-0081 |      |
| Mamming (Standort) | Schanze und Wall mit vorgelagertem Graben frühneuzeitlicher Zeitstellung. | D-2-7341-0082 |      |
| Mamming (Standort) | Siedlung vor- und frühgeschichtlicher Zeitstellung. Bestattungsplatz der Bronzezeit oder Urnenfelderzeit. | D-2-7341-0091 |      |
| Mamming (Standort) | Siedlung vor- und frühgeschichtlicher Zeitstellung. | D-2-7341-0092 |      |
| Mamming (Standort) | Siedlung vor- und frühgeschichtlicher Zeitstellung. | D-2-7341-0093 |      |
| Mamming (Standort) | Siedlung des Neolithikums und der Metallzeiten, unter anderem der Bronzezeit und der Hallstattzeit. | D-2-7341-0094 |      |
| Mamming (Standort) | Siedlung vor- und frühgeschichtlicher Zeitstellung. | D-2-7341-0095 |      |
| Mamming (Standort) | Siedlung und verebnete Gräben (eines Grabenwerkes) vor- und frühgeschichtlicher Zeitstellung. | D-2-7341-0096 |      |
| Mamming (Standort) | Verebnetes Grabenwerk und Siedlung vor- und frühgeschichtlicher und neolithischer Zeitstellung, unter anderem der Münchshöfener Gruppe, der Stichbandkeramik und der frühen Bronzezeit sowie Bestattungsplatz der frühen Bronzezeit.                                                                               | D-2-7341-0102 |      |
| Mamming (Standort) | Verebnete Viereckschanze der späten Latènezeit. Verebneter Graben und Siedlung vor- und frühgeschichtlicher Zeitstellung, unter anderem der Bronzezeit und der späten Latènezeit. | D-2-7341-0104 |      |
| Mamming (Standort) | Abschnittsbefestigung vor- und frühgeschichtlicher Zeitstellung. Siedlung der frühen Bronzezeit und der Hallstattzeit. | D-2-7341-0105 |      |
| Mamming (Standort) | Siedlung vor- und frühgeschichtlicher Zeitstellung. | D-2-7341-0108 |      |
| Mamming (Standort) | Verebnete Viereckschanze der späten Latènezeit. | D-2-7341-0109 |      |
| Mamming (Standort) | Siedlung vor- und frühgeschichtlicher Zeitstellung. | D-2-7341-0110 |      |
| Mamming (Standort) | Siedlung vor- und frühgeschichtlicher Zeitstellung. | D-2-7341-0111 |      |
| Mamming (Standort) | Grabhügel vorgeschichtlicher Zeitstellung. | D-2-7341-0119 |      |
| Mamming (Standort) | Siedlung vor- und frühgeschichtlicher Zeitstellung. | D-2-7341-0136 |      |
| Mamming (Standort) | Siedlung vor- und frühgeschichtlicher Zeitstellung, unter anderem der Altheimer Gruppe, der frühen und späten Latènezeit sowie der frühen römischen Kaiserzeit. | D-2-7341-0137 |      |
| Mamming (Standort) | Siedlung des Neolithikums, der frühen Bronzezeit, der Urnenfelder-, der Hallstatt-, der (späten) Latène- sowie der (frühen) römischen Kaiserzeit. Abschnittsbefestigung vor- und frühgeschichtlicher Zeitstellung.                                                                                                 | D-2-7341-0141 |      |
| Mamming (Standort) | Verebnete Viereckschanze der späten Latènezeit. | D-2-7341-0227 |      |
| Mamming (Standort) | Siedlung vor- und frühgeschichtlicher Zeitstellung. | D-2-7341-0235 |      |
| Mamming (Standort) | Siedlung vor- und frühgeschichtlicher Zeitstellung bzw. verebnete vorgeschichtliche Grabhügel. | D-2-7341-0238 |      |
| Mamming (Standort) | Siedlung vor- und frühgeschichtlicher Zeitstellung. | D-2-7341-0239 |      |
| Mamming (Standort) | Verebneter Graben (eines Grabenwerkes) vor- und frühgeschichtlicher Zeitstellung. | D-2-7341-0240 |      |
| Mamming (Standort) | Siedlung vor- und frühgeschichtlicher Zeitstellung. | D-2-7341-0241 |      |
| Mamming (Standort) | Siedlung vor- und frühgeschichtlicher Zeitstellung. | D-2-7341-0242 |      |
| Mamming (Standort) | Siedlung vor- und frühgeschichtlicher Zeitstellung und verebneter vorgeschichtlicher Grabhügel. | D-2-7341-0243 |      |
| Mamming (Standort) | Siedlung vor- und frühgeschichtlicher Zeitstellung. | D-2-7341-0244 |      |
| Mamming (Standort) | Verebnete vorgeschichtliche Grabhügel bzw. Siedlung vor- und frühgeschichtlicher Zeitstellung. | D-2-7341-0245 |      |
| Mamming (Standort) | Siedlung vor- und frühgeschichtlicher Zeitstellung. | D-2-7341-0246 |      |
| Mamming (Standort) | Siedlung vor- und frühgeschichtlicher Zeitstellung. | D-2-7341-0247 |      |
| Mamming (Standort) | Verebnete Grabhügel vorgeschichtlicher Zeitstellung. | D-2-7341-0248 |      |
| Mamming (Standort) | Siedlung vor- und frühgeschichtlicher Zeitstellung. | D-2-7341-0249 |      |
| Mamming (Standort) | Siedlung vor- und frühgeschichtlicher Zeitstellung. | D-2-7341-0250 |      |
| Mamming (Standort) | Siedlung vor- und frühgeschichtlicher Zeitstellung. | D-2-7341-0251 |      |
| Mamming (Standort) | Siedlung vor- und frühgeschichtlicher Zeitstellung. | D-2-7341-0252 |      |
| Mamming (Standort) | Siedlung vor- und frühgeschichtlicher Zeitstellung. | D-2-7341-0253 |      |
| Mamming (Standort) | Siedlung vor- und frühgeschichtlicher Zeitstellung. | D-2-7341-0254 |      |
| Mamming (Standort) | Siedlung und verebnetes Grabenwerk vor- und frühgeschichtlicher Zeitstellung. | D-2-7341-0255 |      |
| Mamming (Standort) | Siedlung vor- und frühgeschichtlicher Zeitstellung. | D-2-7341-0256 |      |
| Mamming (Standort) | Siedlung bzw. Körpergräber vor- und frühgeschichtlicher Zeitstellung. | D-2-7341-0257 |      |
| Mamming (Standort) | Siedlung vor- und frühgeschichtlicher Zeitstellung. | D-2-7341-0258 |      |
| Mamming (Standort) | Siedlung vor- und frühgeschichtlicher Zeitstellung. | D-2-7341-0259 |      |
| Mamming (Standort) | Siedlung vor- und frühgeschichtlicher Zeitstellung. | D-2-7341-0260 |      |
| Mamming (Standort) | Siedlung vor- und frühgeschichtlicher Zeitstellung. | D-2-7341-0261 |      |
| Mamming (Standort) | Siedlung vor- und frühgeschichtlicher Zeitstellung. | D-2-7341-0262 |      |
| Mamming (Standort) | Siedlung vor- und frühgeschichtlicher Zeitstellung. | D-2-7341-0263 |      |
| Mamming (Standort) | Körpergräber vor- und frühgeschichtlicher oder mittelalterlich-frühneuzeitlicher Zeitstellung. | D-2-7341-0265 |      |
| Mamming (Standort) | Verebnete Grabhügel vorgeschichtlicher Zeitstellung. | D-2-7341-0266 |      |
| Mamming (Standort) | Siedlung vor- und frühgeschichtlicher Zeitstellung. | D-2-7341-0267 |      |
| Mamming (Standort) | Siedlung vor- und frühgeschichtlicher Zeitstellung. | D-2-7341-0268 |      |
| Mamming (Standort) | Siedlung vor- und frühgeschichtlicher Zeitstellung. | D-2-7341-0269 |      |
| Mamming (Standort) | Siedlung des Neolithikums, unter anderem der Münchshöfener Gruppe. | D-2-7341-0270 |      |
| Mamming (Standort) | Verebnetes rundes Grabenwerk (Kreisgraben) und Siedlung vor- und frühgeschichtlicher Zeitstellung. | D-2-7341-0341 |      |
| Mamming (Standort) | Körpergräber und Siedlung vor- und frühgeschichtlicher Zeitstellung. | D-2-7341-0342 |      |
| Mamming (Standort) | Untertägige Befunde des Mittelalters und der frühen Neuzeit im Bereich der Katholischen Kirche St. Laurentius in Seemannskirchen, darunter die Spuren von Vorgängerbauten bzw. älteren Bauphasen. Siehe auch: St. Laurentius (Seemannskirchen)                                                                     | D-2-7341-0346 |      |
| Mamming (Standort) | Untertägige Befunde des Mittelalters und der frühen Neuzeit im Bereich der Katholischen Pfarrkirche St. Margaretha mit zugehörigem, ummauerten Friedhof sowie der abgegangenen Kapelle St. Ursula in Mamming, darunter die Spuren von Vorgängerbauten bzw. älteren Bauphasen. Siehe auch: St. Margaretha (Mamming) | D-2-7341-0355 |      |
| Mamming (Standort) | Bestattungsplatz vor- und frühgeschichtlicher Zeitstellung, unter anderem der mittleren Latènezeit. | D-2-7341-0372 |      |
| Mamming (Standort) | Siedlung der Münchshöfener Gruppe, der Stichbandkeramik und der frühen Bronzezeit sowie Bestattungsplatz der frühen Bronzezeit. | D-2-7341-0373 |      |
| Mamming (Standort) | Schanze frühneuzeitlicher Zeitstellung. | D-2-7341-0374 |      |

### Bodendenkmäler in der Gemarkung Waibling
| Lage                | Objekt                                    | Akten-Nr.     | Bild |
| ------------------- | ----------------------------------------- | ------------- | ---- |
| Waibling (Standort) | Teilstücke der Römerstraße Landshut-Moos. | D-2-7341-0020 |      |